# Chrysopa viridinervis
Chrysopa viridinervis är en insektsart som beskrevs av Jakowleff 1869. Chrysopa viridinervis ingår i släktet Chrysopa och familjen guldögonsländor. Inga underarter finns listade i Catalogue of Life.